# Kashka

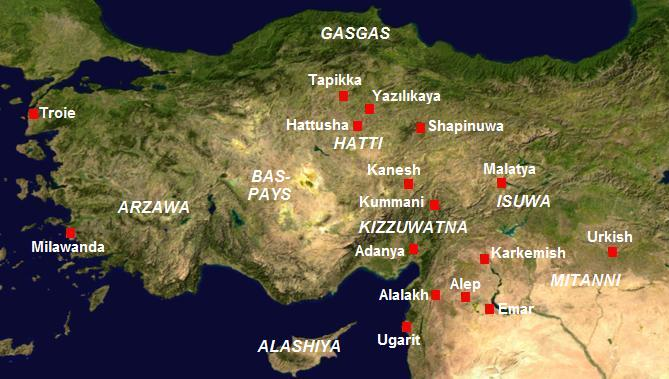
Localització dels principals jaciments arqueològics hitites (amb Kashka al nord, en francès Gasgas)

Els kashka o kaška o també confederació dels kashkes eren una confederació tribal que es va establir a la zona nord oriental d'Anatòlia, a la vora de la mar Negra, cap a la primera meitat del segon mil·lenni aC.
A través dels relats hitites que es remunten al període Mursilis II, se sap que els kashka eren pastors que practicaven la transhumància, vivien a les zones muntanyoses a l'hivern i es traslladaven a les terres altes a l'estiu, cosa que va dificultar la lluita contra ells de l'exèrcit hitita, que només presentava batalla a l'estiu. Per unes oracions també del temps de Mursilis II dedicades a la deessa del sol d'Arinna, se sap que els kashkes eren criadors de porcs i filadors de lli.

## Expansió en territori hitita
A la meitat d'aquell mil·lenni es van estendre cap al centre d'Anatòlia, dominada pels hitites i en temps del rei Hantilis I, a la meitat del segle xvi aC van ocupar la ciutat sagrada hitita de Nerik i altres llocs. La frontera va quedar delimitada al riu Kumeshmakha (clàssic Scylax, modern Cekerek) deixant als hitites separats de la mar Negra.
Cap a l'any 1400 aC, mentre el rei hitita Tudhalias II combatia a la confederació d'Asuwa, a la costa occidental, els kashkes van envair territori hitita, i el rei va haver d'organitzar una expedició contra ells.
El seu successor Arnuwandas I va haver de lluitar també amb els kashkes. Aquestes tribus, en un període expansiu, es van apoderar de molts territoris hitites que van sotmetre a saqueig: Nerik, Hursama (Huršama), Kastama (Kaštama), Serisa (Šeriša), Himuwa, Taggasta (Taggašta), Kammama, Zalpuwa, Kapiruha, Hurna, Dankusna (Dankušna), Tapasawa (Tapašawa), Tarukka, Ilaluha, Zihhana, Sipidduwa (Šipidduwa), Washaya (Wašhaya) i Patalliya. Als hitites els va costar anys recuperar aquestes zones.

### Les campanyes de Subiluliuma contra els kashkes
Tudhalias III va enviar repetidament al seu fill Subiluliuma, més tard rei amb el nom de Subiluliuma I, contra els kashka. Als "Fets de Subiluliuma" s'esmenten diversos combats: Va atacar nou tribus a les que va derrotar i van deixar les seves armes. El príncep va fortificar les ciutats abandonades i les va repoblar. El seu pare era malalt a Samuha (malalt o ferit s'escriu igual a les fonts hitites) però ja recuperat va baixar per fer campanya a Masa i Kammala, regions dominades pels kaskha situades al nord-oest d'Hattusa i des d'on s'havia atacat la regió de Hulanna; es va emportar al seu fill amb ell i primer van triomfar a Masa, però mentre combatien victoriosament a Kammala els kashka van atacar per darrere les ciutats que el príncep acabava de fortificar i repoblar i les van destruir altre cop. Es mencionen dues ciutats, Kathariya i Gazzapa, que van ajudar els kashkes, segurament com a pagament per no ser destruïdes o saquejades. Tudhalias i el seu fill van retornar i van destruir les dues ciutats i van empaitar als kashkes; van iniciar una marxa cap a l'est que els va portar fins Hayasa on van combatre amb el seu rei Karanni o Lanni. Més tard Subiluliuma va marxar contra el cap dels kashkes, Piyapili. Tudhalias III estava malalt o ferit altre cop i no va participar en la campanya. Descriu els mals causats pels kashka que "el seu pare va derrotar" i explica que els kashka que havien envaït Hatti eren una agrupació de dotze tribus. Quan Tudhalias es va posar bo, va baixar de la Terra Alta Hitita i va lliurar batalla amb els kashkes a Zithara, als que va derrotar.
Subiluliuma I com a rei va fer contra els kashka nombroses campanyes algunes de les quals són esmentades als "Fets de Subiluliuma": Subiluliuma estava fent una campanya a la regió de la muntanya Zukuki, a les terres dels kashka, on va fortificar les ciutats d'Athulissa i Tuhupurpuna. Després va passar al cor de les terres kashkes, a Almina, considerat una terra on els hitites mai podrien entrar; però Subiluliuma ho va fer, va derrotar els kashkes i va fortificar Almina establint un comandament hitita pel territori, col·locant-se ell mateix a l'anomenada muntanya Kuntiya. A la regió del riu Sariya va col·locar a Himiuli, que abans exercia un alt lloc a la cort (era "cap de vins"), i a Hannutti, "cap dels carros de combat", el va situar a la ciutat de Parparra. Els civils hitites van establir estacions a les ciutats dels kashka (que no estaven fortificades), es van re-assentar a les seves ciutats emmurallades, i es va reforçar la inicial fortificació d'Almina. A Urawanni i Kuwatnaziti, dos alts càrrecs de la cort, els va enviar contra la terra de Kasula on van establir el domini hitita i van tornar amb 1000 presoners i botí. Una plaga que va esclatar entre l'exèrcit hitita la van aprofitar els kashka per atacar les ciutats emmurallades, però no les van poder ocupar, i l'actuació de l'exèrcit va pacificar altre cop el territori. Llavors Subiluliuma va conquerir la terra de Tumanna, i la va fortificar. Al nebot del rei Hutupiyanza, fill del cap de la guàrdia reial, Zita, el va enviar a la terra de Pala on es van establir fortificacions hitites per controlar als habitants, que devien ser hostils. El rei va passar l'hivern a Hattusa, i a la primavera va tornar a sortir en campanya cap al nord. Va marxar primer contra Istahara, ciutat important del nord que estava en mans dels kashka que va reconquerir i tot seguit va reconquerir les ciutats de Manaziyana, Kalimuna i altres que no serien gaire llunyanes (es creu que totes eren dependències administratives de Istahara). Aquesta campanya devia ser complicada doncs li va ocupar tot l'any, fins que a l'hivern va retornar a la capital.En els "Fets", les lluites contra els kashka ocupen aquesta part i apareixen els noms de diverses ciutats conquerides o saquejades dels que es poden llegir els de Palhwisa i Kammama; altres llocs del nord també apareixen: Istahara, Tesita (saquejada), Tuhpilisa (reconstrucció de les fortificacions), Zidaparha (atacada sense èxit), Tikukuwa (on el rei es va aturar), Hurna (on va saquejar el seu territori), la muntanya Tishsina (regió saquejada) i el riu Marasanta (Maraššanta). Després el rei va entrar a la terra pacificada de Darittara on un home anomenat Pitakkatalli estava mobilitzant tropes a la ciutat de Sappiduwa, però el rei el va derrotar i després va marxar cap a la ciutat de Washaya a la terra de la muntanya Illuriya on va estar per un temps i des d'allí va incendiar una ciutat el nom de la qual és fragmentari (Zina...); després va continuar i va incendiar Ga...kilusa i Darukka, i tot seguit va saquejar les terres d'Hinariwanda i Iwarallisa (Iwatallišša) i va estar per un temps a Hinariwanda. Després en va sortir i va incendiar i destruir Sappiduwa. La part final del regnat la va passar combatent als kashka, sovint tornant a llocs que ja havia pacificat abans: va anar al nord-oest i va arribar a Tumanna i va entrar a la regió de la muntanya Kasu (Kaššu) i d'allí contra ...naggara (on ja havia estat). La regió de la terra del riu Dahara es va revoltar i Subiluliuma la va incendiar així com Tapapinuwa. Va retornar cap a Timuhala "una ciutat de les principals dels kashka" que es va rendir.

### Les campanyes de Mursilis II
Mursilis II també va combatre contínuament als kashka, i les seves primeres campanyes són conegudes pels seus annals: la seva primera campanya al cap d'un any d'arribar al tron la va fer contra els kashkes que estaven atacant la ciutat hitita de Turmitta; el rei va destruir les dues principals ciutats kashkes de la zona: Halila i Dudduska. Reforços kashka van arribar d'altres regions però els va derrotar. Quan tornava a Hattusa els kashkes de Ishupitta, a la Terra Alta, es van negar a aportar els contingents als quals estaven obligats (per lluitar contra altres kashkes) i el rei va atacar la ciutat i els va obligar, cremant una de les seves ciutats; poc després de sortir de la zona, Ishupitta tornava a estar revoltada.
Al segon any el rei va poder tornar a fer campanya contra els kashkes al nord, a la Terra Alta Hitita, dirigint-se a la regió de Tipiya, que no havia enviat els contingents exigits pel gran rei; la principal ciutat regional era Kathaidwa que va destruir i es van fer molts presoners amb els quals va retornar a la capital, i en el camí va tornar a combatre a Ishupitta, on altra vegada va obtenir la victòria, però els caps de la revolta, Pazzanna i Nunnuta, antics vassalls dels hitites, van poder fugir, i es van dirigir a Palhwisa (Palhwišša) on van haver de reclutar contingents locals que no van ser enemic per l'exèrcit regular hitita, que els va derrotar i el rei va poder destruir la ciutat pel foc i la va saquejar; l'exèrcit dels kashkes va fugir; llavors el rei es va dirigir a Istahara on va acampar i des d'on va enviar gra a la capital; els caps rebels es van dirigir a la ciutat de Kammamma, i el rei en va demanar l'entrega o en cas contrari destruiria la ciutat; la ciutat va agafar els dos rebels i els va matar i després es va sotmetre a Mursilis. Això va pacificar el país kashka i el rei va passar l'hivern a Ankuwa.
Al cinquè any Mursilis va tornar al nord contra els kashka a la regió de la muntanya Asharpaya; els kashkes dominaven els camins que portaven a la regió de Pala i segurament també de Tummanna. El rei va anar a aquestes regions i va expulsar els kashkes que controlaven els camins i els va empaitar cap a l'est fins a la terra de Samuha, fins a la ciutat de Ziulila. Des d'allí va atacar Arawanna, ja que els seus habitants havien atacat la terra de Kasiya. Victoriós, va retornar a la capital.
Al sisè any va anar contra els kashkes de la muntanya Tarikarimu a la terra de Zihhariya, i va assolar el país. Aquesta campanya probablement va ser curta.
Al setè any, un cap anomenat Pihhuniya de la terra de Tipiya, va unificar les tribus kashkes i es va proclamar rei. Pihhuniya va iniciar els atacs amb els quals va aconseguir el domini de la Terra Alta Hitita i de la ciutat d'Istitina que "és pastura pels ramats kashka". Mursilis va exigir al rei l'evacuació dels territoris ocupats però no el va escoltar i Mursilis va marxar a la Terra Alta Hitita i va atacar al rei kashka, expulsant-lo d'allí i recuperant els territoris conquerits; els kashka es van retirar seguint una política de terra cremada: ciutats i camps quedaven desolats, però Mursilis pacientment les va reconstruir; el rei va arribar a Tipiya, ciutat dels kashka, que va cremar. Pihhuniya es va anar a postrar als peus del rei que el va portar a Hattusa. Pihhuniya va ser l'únic rei conegut dels kashka.
Mursilis va sortir de Tipiya i va restaurar Istitina com a centre per la reconstrucció de les fortaleses de la zona.
Al seu novè any de regnat Mursilis es va assabentar que el que feia uns anys va ser conqueridor i ara era governador de Pala, Hutu-Piyanza, havia entrat en guerra contra la ciutat de Wasumana i li calia ajut; Mursilis li va enviar a Nuwamza el seu "cap de vins", i els dos conjuntament van poder conquerir i destruir Wasumana. El sacerdot ("hepat") de Kummani, va sol·licitar al rei que anés a Kizzuwatna per celebrar un festival religiós i Mursilis va deixar les operacions del nord a Nuwanza i se'n va anar al sud.
L'any següent va pujar des de la frontera de Mitanni fins al nord on va atacar de nit i per sorpresa la ciutat de Yahresa que va incendiar; des d'allí va passar a la regió de Piggainaresa (Piggainarešša) on va atacar als kashkes i va assolar la zona i des d'allí va retornar a Hattusa i va passar l'hivern a la ciutat d'Hakpis al nord.
Els darrers anys de regnat va fer unes deu campanyes contra els kashka especialment a Pala i Tummanna de les que no es coneixen els detalls.

### Muwatal·lis II
Sota Muwatal·lis II els kashka havien entrat en una nova fase expansiva. Al rei se li coneixen expedicions contra els kashkes a Sadduppa i Dankuwa. Son germà Hattusilis va dirigir alguna expedició contra els kashka, al que Muwatal·lis va nomenar governador a Pitteyarika, no lluny de Samuha, però no li va donar les forces militars que Hattusilis reclamava. Tot i així Hattusilis va atacar als kashkes i els va derrotar de manera important a la rodalia d'Hahha, on va deixar una estela commemorativa, retornant als hitites les seves terres anteriors. Va enviar presoners els caps kashka a son germà Muwatallis. Aquesta victòria va decidir a Muwatallis a nomenar-lo cap de la guàrdia reial (el tercer càrrec de l'Imperi després del rei i l'hereu) i també el va fer gran sacerdot del deu de les Tempestes de Nerik (que era adorat a Hakpis perquè Nerik seguia despoblada en zona kashka), i el va nomenar de fet governador de la Terra Alta Hitita amb Samuha, Pitteyarika, Hakpis, Istahara, Tarahna, Hattina i Hanhana com a principals ciutats, totes a la vora dels territoris kashka. Després d'uns inicis en què el rei hitita no li va donar medis, va rebre per fi les forces necessàries i va vèncer repetidament al kashka.
En aquest moment a les terres kashkes tenia l'hegemonia la ciutat de Pishuru. Ishupitta i Daistipassa, a la Terra Alta Hitita, eren aliades de Pishuru i es van apoderar de les terres de Landa, Marista i algunes ciutats fortificades dels hitites; els hitites no els van poder contenir i els kashkes van continuar avançant al sud creuant el riu Marasanda o Maraššanda i arribant fins a la terra de Kanis (Kanesh). Les ciutats de Kurustama, Gazzuira i una altra de la que no es pot llegir el nom (però que comença per Ha...) es van unir als kashka i van atacar les ciutats hitites de la rodalia. Durmitta també va quedar sota control kashka i va atacar la comarca de Tuhuppiya. Els kashkes no van trobar cap obstacle a la terra de Ippasanama (Ippaššanama), i van poder seguir fins a atacar la terra de Suwatara. Només dues ciutats, una d'elles Istahara (l'altra no es pot llegir) van escapar als atacs kashka.

### El regne d'Hattusilis III
En aquestes circumstàncies Muwatallis va decidir crear un regne vassall al nord per son germà Hattusilis (el futur rei Hattusilis III), amb l'encàrrec de contenir als kashka. La cort reial es va fer càrrec de fortificar Anziliya i Tapikka, que pertanyien al nou regne, però el Gran Rei va refusar fer campanya a Durmitta i Kurustama perquè ja era responsabilitat d'Hattusilis, i va retornar a Tarhuntasa deixant a son germà sol amb els seus propis recursos. Les terres del nou regne estaven quasi totes en mans dels kashka i el mateix Hattusilis l'esmenta com a "Terres buides" (el regne el formaven Ishupitta, Marista, Hissashapa, Katapa, Hanhana, Darahna, Hattena, Durmitta, Pala, Tummanna, Gasiya, Sappa, el riu Hulanna, Hakpis i Istahara, les dues darreres en "servitud", probablement administrades, però no formaven part del regne). La capital la va situar a Hakpis. L'autonomia del rei era àmplia com a territori de frontera en part per conquerir. El nou rei, amb una eficaç combinació de força militar i de diplomàcia va aconseguir en deu anys restablir l'ordre i repoblar moltes regions.
El punt clau de la campanya va ser la victòria militar sobre Pishuru, que havia conquerit fins Taggasta per un costat i fins a Talmaliya per l'altra, havia conquerit Karahna i Marista i havia reunit un exèrcit amb 800 carros de combat i nombrosa infanteria. Hattusilis va derrotar la ciutat de Pishuru decisivament a Wistawanda quan l'exèrcit kashka es va desbandar a la mort del seu cap. Muwatallis només va enviar 120 carros i no va enviar infanteria. La reconquesta de les ciutats hitites va resultar senzilla. Hattusilis va erigir una estela a Wistawanda. Encara després Hattusilis va poder enviar forces a son germà per la batalla amb Egipte que es va lliurar a Cadeix a Síria. Un dels seus èxits principals el va representar la reconquesta de Nerik, cap a l'any 1270 aC, que era un centre de culte religiós molt important pels hitites i havia estat ocupat pels kashka potser el 1400 aC. Quan Mursilis III va intentar arrabassar al seu oncle el regne d'Hakpis, Hattusilis es va revoltar, va derrotar el seu nebot i es va proclamar rei. Durant la guerra civil bona part dels kashka van donar suport a Hattusilis III.
A la segona meitat del segle xiv aC els hitites van intentar establir grups kashkes a la frontera sud-est a la regió del Tigris superior. Aquests grups no eren molts nombrosos i van restar subjectes a l'imperi hitita fins a la seva caiguda el 1185 aC. El 1165 aC es van aliar als muskhis que van ocupar Alzi i Purukkuzu, però Teglatfalassar I rei d'Assíria els va expulsar l'any 1115 aC. Uns milers de kashka es van dirigir a la terra de Shubaru, però finalment es van sotmetre a Teglatfalassar I que va obtenir un bon botí que incloïa 120 carros i carretes.